# L'Arbre de vies
L'Arbre de vies est un roman de Bernard Chambaz publié le 9 août 1993 aux éditions François Bourin et ayant obtenu la même année le prix Goncourt du premier roman.

## Éditions
- L'Arbre de vies, éditions François Bourin, 1993  (ISBN 978-2876861350).
- L'Arbre de vie, éditions Points, 1997   (ISBN 978-2020298087)